# Martin Schulte (Jazzgitarrist)

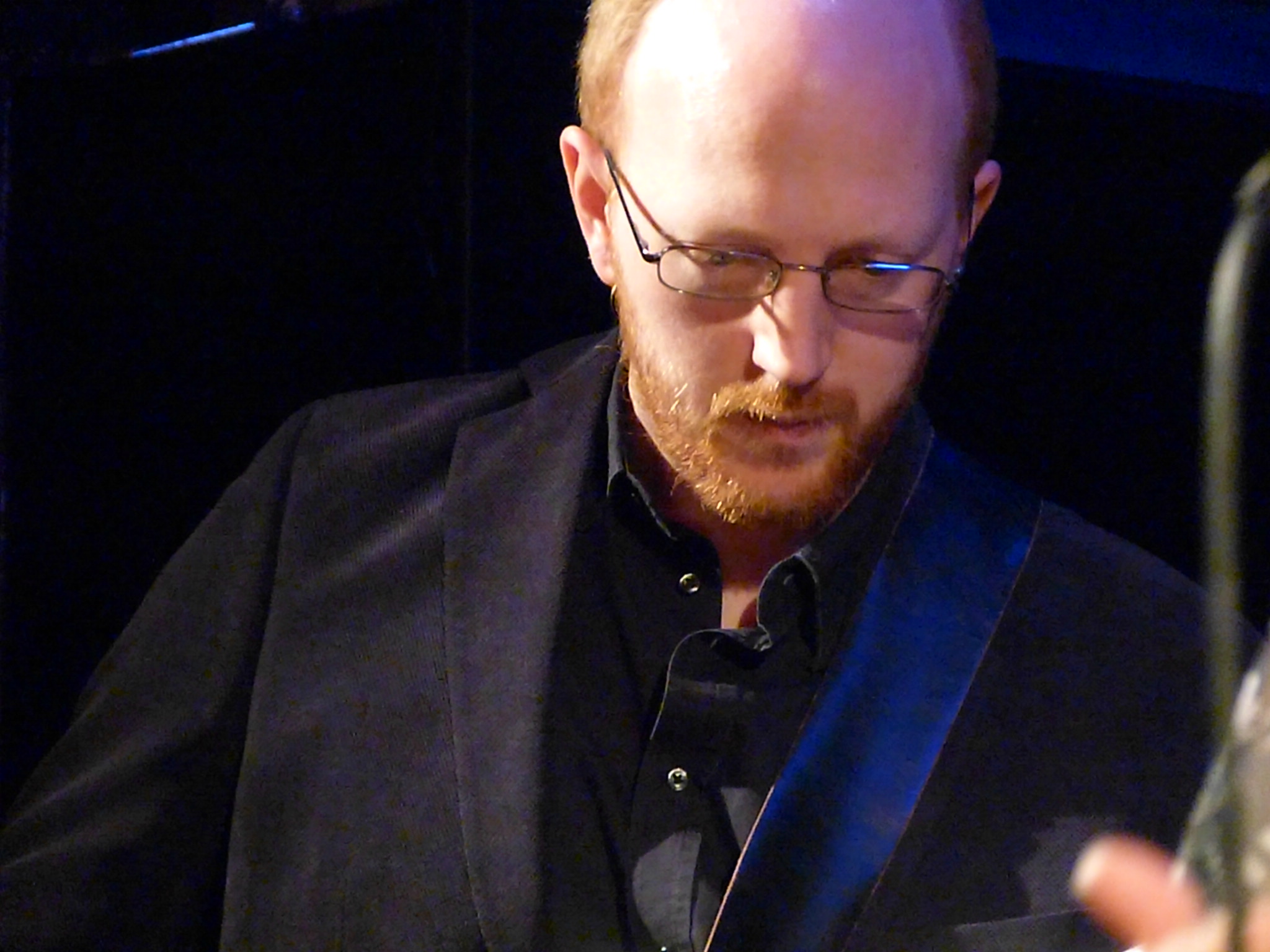
Martin Schulte 2015 im Konzert mit Matthew Halpin (s), Nils Tegen (dr), David Helm (b) und Veronika Morscher (voc) im Kölner ARTheater

Martin Schulte (* 1979 in Duisburg) ist ein deutscher Jazzgitarrist und Komponist des Modern Jazz.

## Leben und Wirken
Schulte bekam im Alter von sechs Jahren klassischen Klavierunterricht. Mit dreizehn Jahren erhielt er E-Gitarrenunterricht bei Mirko van Stiphaut an der Niederrheinischen Musik- und Kunstschule der Stadt Duisburg. 1997 und 1999 wurde er mit dem 1. Preis im Wettbewerb Jugend jazzt ausgezeichnet. Ab 2000 studierte er Jazzgitarre an der Hochschule für Musik und Tanz Köln bei Werner Neumann und Frank Haunschild. Von 2009 bis 2010 besuchte er als DAAD-Stipendiat das Queens College, City University of New York, wo er Instrumentalunterricht bei Ben Monder und Paul Bollenback und Kompositionsunterricht bei Mike Holober und Darcy James Argue nahm. 2013 schloss er ein Masterstudium in Komposition/Arrangement bei Jürgen Friedrich an der Hochschule für Musik und Darstellende Kunst in Mannheim ab.
Er spielt in verschiedenen Formationen, etwa von Nicolas Simion, Christine Corvisier, Magnus & Ferenc Mehl, Veronika Morscher/Matthew Halpin oder dem Large Ensemble von Stefan Schultze. 2009 gründete er ein eigenes Quartett mit Peter Ehwald, Matthias Akeo Nowak und Mirek Pyschny. Mit Annette Maye wirkt er im Duo Doyna. Zudem arbeitete er u. a. mit Antonio Hart, Claudio Puntin, Claudius Valk, Frank Möbus, John Ruocco, Nils Wogram, Oliver Lutz, Pablo Held, Steffen Schorn, der WDR-Big Band, dem Cologne Contemporary Jazz Orchestra und den Duisburger Sinfonikern. Er spielte bei den Leverkusener Jazztagen, dem Ibiza Jazz Festival u. v. a. und war in mehreren Radioproduktionen zu hören wie beispielsweise im WDR, im Deutschlandfunk oder im BR.
Seit 2012 ist er Dozent für Jazz-Gitarre und Ensemble an der Hochschule für Musik Saar.

## Preise und Auszeichnungen
Bereits 1997 erhielt Schulte erste Preise bei Jugend jazzt. Mit der Band Mumble Jumble gewann er 2006 den 1. Platz beim Biberacher Jazzpreis  und im selben Jahr den 2. Preis beim Jazzwettbewerb von Hoilaart in Belgien mit dem Magnus Mehl Quintett.
Jeweils einen Preis in der Kategorie Internationale Nachwuchsband erhielt er mit der Band Oktoposse 2005 bei Jazz an der Donau und beim Internationalen Jazzfestival Granada in Spanien. Zudem erhielt er den Jazzförderpreis Niedersachsen mit dem Oktett Oktoposse und wurde mit dem Martin Schulte Quartett für den Preis der deutschen Schallplattenkritik in der Sparte Jazz Modern für das Album In Transit nominiert.

## Diskografie (Auswahl)
- Martin Schulte Quintet Little Fly (Jazzsick Records 2024 mit Niels Klein, Billy Test, Matthias Akeo Nowak und Jens Düppe)[1]
- Martin Schulte Trio Time Remembered (Laika Records 2018, mit Henning Gailing und Jens Düppe)
- Martin Schulte Quartett Walking Distance (Laika Records 2015, mit Peter Ehwald, Mattias Akeo Nowak, Myrek Pyschny sowie Frederik Köster)[2]
- Duo Doyna Sammy’s Frejlach (Konnex Records 2015)
- Martin Schulte NY Quartet Pieces of Astoria (JazzHausMusik 2011, mit Jake Saslow, Craig Akin, Peter Gall)[3]
- Martin Schulte Quartett In Transit (Jazzsick Records 2011, mit Peter Ehwald, Mattias Akeo Nowak, Myrek Pyschny)
- Oktoposse Possenballett (Double Moon Records 2005)